# NGC 6513
NGC 6513 is een lensvormig sterrenstelsel in het sterrenbeeld Hercules. Het hemelobject werd op 7 augustus 1864 ontdekt door de Duitse astronoom Albert Marth.

## Synoniemen
- UGC 11078
- MCG 4-42-18
- ZWG 141.38
- PGC 61235